# تتسورو میورا
تتسورو میورا (انگلیسی: Tetsuro Miura; ۱۲ آوریل ۱۹۵۶ – ۲۸ آوریل ۲۰۱۸) بازیکن فوتبال اهل ژاپن بود.